# Må bra
Må bra (som logotyp MåBra) är en svensk månadstidning som behandlar frågor om hälsa, medicin, kost och träning. 
Tidningen startades 1976 av Aller förlag i Helsingborg och utges numera av Aller media i Stockholm. Vissa perioder har tidningen haft utropstecken i titeln: "Må bra!" Tidningen finns även digitalt under namnet mabra.com. Sammanlagt har MåBra en räckvidd för print och digitalt på 421 000.
Chefredaktör är sedan 2019 Jennie Sandberg. Hon tog över efter Liselotte Stålberg, som då innehaft rollen i 13 år. Sommaren 2022 tillträdde Mia Zettermark som redaktionschef för MåBra.

## Historik
1991 vann MåBra:s dåvarande chefredaktör Inger Ridström Stora Journalistpriset tillsammans med tidningens dåvarande AD Solveig Rhann. Motiveringen löd:
"För att de behandlat hälsomaterialet på ett attraktivt och självständigt sätt och därmed breddat begreppet livskvalitet."
Inger Ridström har senare kommenterat priset i tidningen Journalisten: ”I början på 90-talet hade hälsotidningarna fortfarande en morotsstämpel på sig. Även om vi tvättade bort den, var inte stämpeln helt utplånad ur människors medvetande. Att då få Stora Journalistpriset var den slutgiltiga bekräftelsen på att vi gjort Må Bra till en fräsch och modern tidning.”

## Chefredaktörer
- Olle Leino 1976-1989 (med några korta uppehåll)
- Inger Ridström 1989-2006
- Liselotte Ståhlberg 2006-2019
- Jennie Sandberg 2019-